# Galija

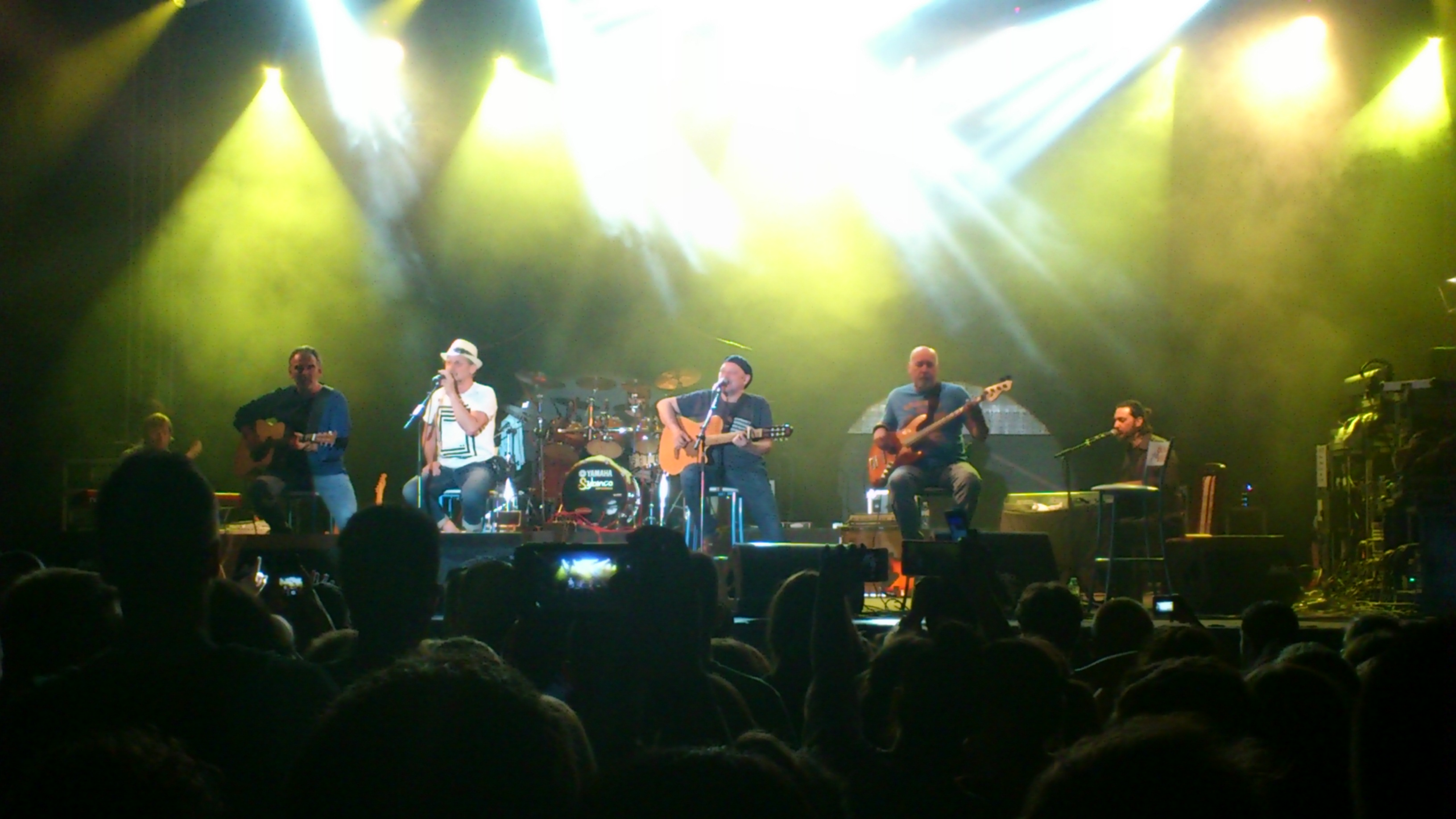
Galija (2018) - jugoslawische Band

Galija (serb. für Galeere, bedeutet aber auch Gallien) ist eine serbische Rockband aus Niš.
Die Gruppe um die Brüder Nenad und Predrag „Galija“, eigentlich Milosavljević, wurde 1977 in Niš gegründet. Ihr erstes Album erschien 1979. Seitdem wurde die Gruppe zu den bedeutendsten der Rockszene Serbiens und Jugoslawiens gezählt. Der Gruppe wurde eine Nähe zur Regierung Milošević nachgesagt, weswegen es nach den Protesten und Massendemonstrationen am 5. Oktober 2000 um sie leise wurde. Ihr jüngstes Album „Dobro jutro, to sam ja“ (Guten Morgen, das bin ich) erschien 2005, sechs Jahre nach ihrem letzten Album „Južnjačka uteha“ (Südländischer Trost) 1999.

## Diskografie

### Studio-Alben
- Prva plovidba (1979) (Erste Seefahrt)
- Druga plovidba (1980) (Zweite Seefahrt)
- U sebe verujem (1982) (An mich glaube ich)
- Bez naglih skokova (1984) (Ohne voreilige Sprünge)
- Digni ruku (1986) (Hebe die Hand)
- Daleko je sunce (1988) (Die Sonne ist weit)
- Korak do slobode (1989) (Ein Schritt zur Freiheit)
- Istorija ti i ja (1991) (Geschichte, du und ich)
- Karavan (1994) (Karawane)
- Trinaest (1996) (Dreizehn)

- Voleti i voleti (1997) (Lieben und lieben)
- Južnjačka uteha (1999) (Südländischer Trost)
- Dobro jutro, to sam ja (2005) (Guten Morgen, das bin ich)
- Mesto pored prozora (2010) (Platz neben dem Fenster)

### Live-Alben
- Ja jesam odavde (1998) (Ich bin von hier)

### Kompilationen
- Još uvek sanjam (1990) (Ich träume immer noch)
- Ni rat ni mir (odlomci iz trilogije) (1991) (Weder Krieg noch Frieden (Teile aus der Trilogie))
- Večita plovidba (1997) (Ewige Seefahrt)

### Singles
- Ni rat ni mir (1991) (Weder Krieg noch Frieden)
- Pravoslavlje (1991) (Orthodoxie)
- Jednom u sto godina (1992) (Einmal in Hundert Jahren)
- Mi nismo odavde (1992) (Wir sind nicht von hier)